# Maleise mocassinslang
De Maleise mocassinslang (Calloselasma rhodostoma) is een slang uit de familie adders (Viperidae).

## Naam en indeling
De wetenschappelijke naam van de soort werd voor het eerst voorgesteld door Heinrich Kuhl in 1824. Oorspronkelijk werd de wetenschappelijke naam Trigonocephalus rhodostoma gebruikt. De slang werd later aan andere geslachten toegekend, zoals Leiolepis(!), Agkistrodon en het niet langer erkende Ancistrodon. Het is tegenwoordig de enige soort uit het monotypische geslacht Calloselasma, dat in 1860 werd beschreven door Edward Drinker Cope.

## Uiterlijke kenmerken
De Maleise mocassinslang bereikt een lichaamslengte tot 1,45 meter, de staart is relatief kort en opvallend dun. Juvenielen hebben een witte staartpunt die gebruikt wordt om prooidieren te lokken. De kop is duidelijk te onderscheiden van het lichaam door de aanwezigheid van een insnoering. De ogen zijn relatief klein en hebben een verticale pupil. De slang heeft 21 tot 23 rijen schubben in de lengte op het midden van het lichaam en 142 tot 163 schubben aan de buikzijde. Onder de staart zijn 34 tot 55 staartschubben aanwezig. De anale schub is ongepaard.
Deze soort is purperbruin met licht omrande, donkere driehoeken op de flanken. Tussen zijn ogen en neusgaten bevinden zich warmtezintuigen om prooien te kunnen waarnemen. Het dier heeft een spitse snuit en een wigvormige vlek achter de ogen.

## Leefwijze
De Maleise mocassinslang is een bodembewoner die 's nachts actief is. Op het menu staan voornamelijk knaagdieren en vogels. De slang is zeer giftig en bovendien erg agressief en valt zeer snel aan. Voor een aanval wordt ingezet wordt het lichaam afgeplat. Hij maakt veel slachtoffers.

## Voortplanting
Deze soort is, in tegenstelling tot andere adderachtigen, eierleggend. Een legsel bestaat meestal uit 13 tot 30 eieren, die het vrouwtje op temperatuur houdt en beschermt, door zich eromheen te rollen tot ze uitkomen. De jongen zijn ongeveer 15 tot 22 centimeter lang bij hun geboorte.

## Verspreiding en leefgebied
De slang komt voor in delen van Azië en leeft in de landen Cambodja, Indonesië, Laos, Maleisië, Thailand en Vietnam. De habitat bestaat uit vochtige tropische en subtropische laaglandbossen en droge tropische en subtropische bossen. Ook in door de mens aangepaste streken zoals plantages kan de slang worden gevonden. De Maleise mocassinslang is aangetroffen van zeeniveau tot op een hoogte van ongeveer 700 meter boven zeeniveau.

## Beschermingsstatus
Door de internationale natuurbeschermingsorganisatie IUCN is de beschermingsstatus 'veilig' toegewezen (Least Concern of LC).